# Slow Down (son)
Pour les articles homonymes, voir Slow Down.
Slow Down est un son dont l'origine n'est pas attestée avec certitude, enregistré le 19 mai 1997 dans l'océan Pacifique par le National Oceanic and Atmospheric Administration (NOAA).

## Description
Le son, dont la fréquence va en diminuant, a été enregistré pendant 7 minutes par trois batteries d'hydrophones distantes de 2 000 km dans le sud de l'océan Pacifique (15° S, 115° O).
Le NOAA estime que ce son est produit par un iceberg s'échouant sur le fond, raclant le sol tout en ralentissant jusqu'à s'arrêter totalement. D'autres sons similaires ont depuis été détectés, tous venant du sud, suggérant une origine antarctique. Les études menées sur ces sons corroborent pour l'instant l'hypothèse de l'iceberg.